# Rehestädt
Rehestädt is een dorp in de gemeente Amt Wachsenburg in de Ilm-Kreis in de Duitse deelstaat Thüringen. Het klooster Ichtershausen had in 1257 landerijen in het dorp in eigendom.

## Geschiedenis
Op 8 maart 1994 ging Rehestädt op in de gemeente Ichtershausen, die op 1 januari 2013 opging in de gemeente Amt Wachsenburg.
Bechstedt-Wagd · Bittstädt · Eischleben · Haarhausen · Holzhausen · Ichtershausen · Kirchheim · Rehestädt · Rockhausen · Röhrensee · Sülzenbrücken · Thörey · Werningsleben